# Combate de Mirave
El combate de Mirave, ocurrido durante la guerra de independencia peruana, tuvo lugar el 22 de mayo de 1821 en las inmediaciones del poblado de Mirave en Tacna, entre un destacamento independentista al mando del comandante Guillermo Miller y otro realista bajo las órdenes del coronel José Santos de la Hera, resultando con el triunfo del bando independentista.

## Antecedentes
Por iniciativa del almirante Thomas Cochrane, el general José de San Martín autorizó una expedición al sur del Perú en marzo de 1821, esta fuerza se componía de 500 infantes del batallón N.º 4 de Chile y 100 jinetes al mando del comandante Guillermo Miller, la expedición partió de Huacho y desembarcó en Paracas el 21 del mismo mes. Avanzando por tierra Miller ocupó Chincha donde cuatro días después sostuvo una escaramuza con las avanzadas realistas. En este lugar pudo aumentar sus fuerzas con esclavos negros huidos de las haciendas de sus amos, los cuales le sirvieron para cubrir las bajas que la peste había causado en sus filas. Para evitar mayores bajas por enfermedad se reembarcó para Arica, puerto en que no se decidió a desembarcar por estar bien defendido con una guarnición y piezas de artillería. Miller ordenó entonces el desembarco en Sama al norte de Arica, de donde avanzó y ocupó la ciudad de Tacna y luego Arica que fue evacuada por los realistas. En Tacna Miller formó un contingente peruano al cual entregó una bandera azul con un sol al medio como distintivo, algunos autores consideran a este enseña como el primer emblema del Perú. Mientras tanto los realistas habían despachado un contingente de Arequipa al mando del coronel José Santos de la Hera, a la vez que otros refuerzos se desprendían de las ciudades de La Paz y Oruro.
Ante esta situación Miller se dirige a marchas forzadas contra de la Hera antes de que este pudiera recibir refuerzos, las fuerzas con que abandonó Tacna se componían de 310 infantes del batallón N.º 4 de Chile, 70 granaderos a caballo y 60 voluntarios tacneños bien montados. Como guía de la expedición iba el teniente coronel peruano Bernardo Landa y Vizcarra, natural de Moquegua y antiguo oficial del ejército real que por haber sido subdelegado de la provincia conocía muy bien el terreno.

## El combate

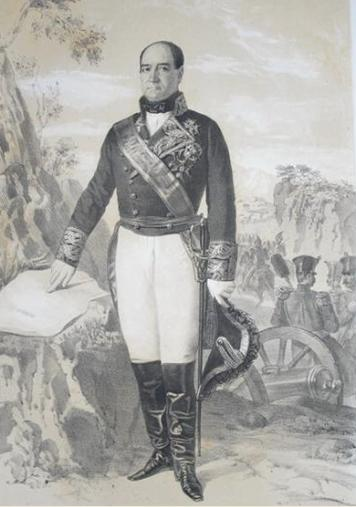
José Santos de la Hera, primer Conde de Valmaseda (1846)

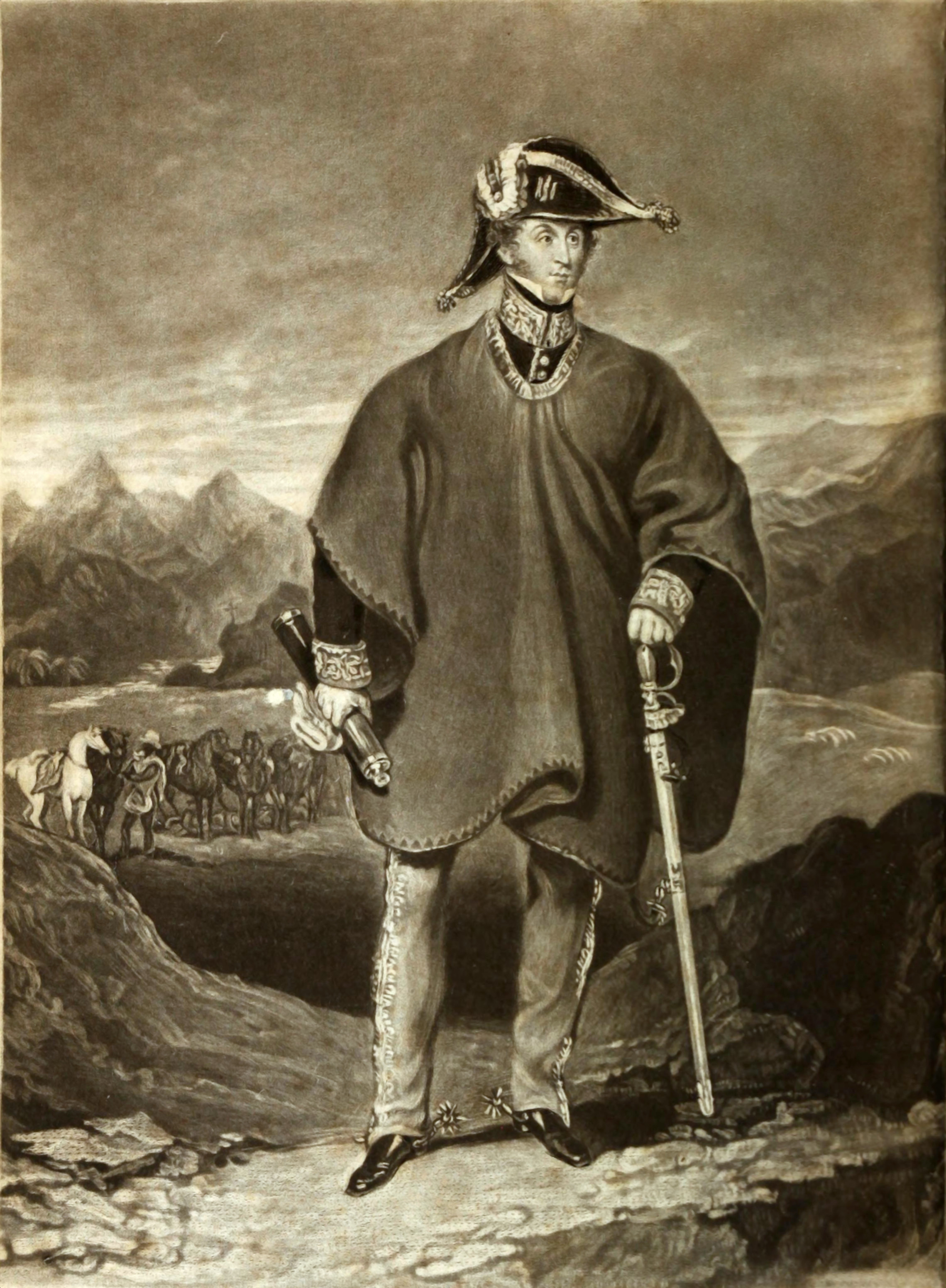
Guillermo Miller, durante las campañas de Junín y Ayacucho.

Guiado por Landa, Miller atravesó el desierto que mediaba entre el pueblo de Buena Vista y Mirave (15 leguas) en tan solo 18 horas llegando a media noche al punto ocupado por los realistas aunque sin saber que en ese lugar tenían establecido su campamento, una avanzada realista que se encontraba pastando la caballada en un alfalfar descubrió a las tropas independentistas y dio la alarma al coronel de la Hera. Miller tuvo entonces que retirarse precipitadamente bajo el fuego enemigo perdiendo 1 oficial y 17 soldados. Ambas fuerzas pasaron la noche a la expectativa con el arma al brazo y sosteniendo algunos tiroteos. 
A las 4 de la mañana del día siguiente Miller, ahora si con sus tropas convenientemente formadas, se decidió al ataque. La celeridad con que ejecutó esta maniobra impidió a los realistas ocupar una loma a su izquierda y una vez con el terreno a su favor sus fuerzas lograron expulsar a las de la Hera tras un corto pero reñido combate que duró 15 minutos en los cuales los soldados realistas combatieron con valor desesperado pues tenían cortada su retirada por un monte cortado a pique por un precipicio. Quedaron en el campo 96 muertos y 157 prisioneros la mayoría de ellos heridos, tan solo unos 60 infantes y 80 jinetes lograron escapar. Las bajas independentistas en el ataque fueron 25 hombres muertos y heridos, entre los primeros el cirujano escocés Welsh cuya perdida fue muy sensible para Miller y Cochrane, los que unidos a los 18 hombres perdidos en la escaramuza del día anterior dieron un total de 43 bajas. 
Cuando el combate había terminado ya, hicieron su aparición en el campo los refuerzos realistas provenientes de Puno los cuales al mando del comandante Bustamante avanzaron sobre la posición ocupada por los independentistas pero viendo que ya la acción estaba terminada y que habían llegado demasiado tarde optaron por retirarse.

## Desenlace

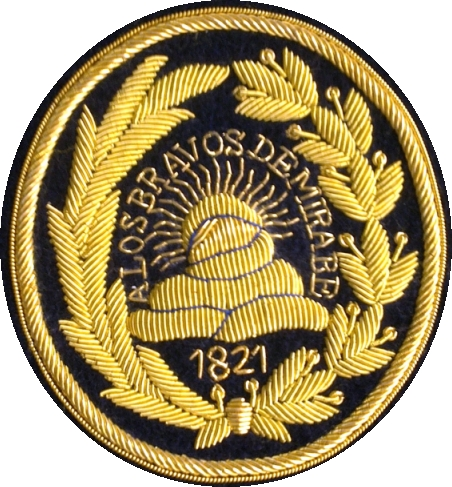
Escudo otorgado a las tropas victoriosas.

Miller había logrado interponerse entre las fuerzas realistas y evitar que unidas le presentaran un combate que le podría haber sido adverso por la superioridad numérica de estas. Con los restos de su tropa el coronel de la Hera tomó el camino de Moquegua siendo hostilizado en su retirada por un destacamento de soldados y montoneros al mando del coronel Landa enviado en su persecución. El 28 de mayo Landa sorprendió a la columna de Bustamante ocasionándole gran perdida. El coronel la Hera logró empero reunirse con los refuerzos del batallón Gerona, teniendo a su mando ahora 800 soldados.
En estas circunstancias Miller tuvo conocimiento del armisticio de Punchauca celebrado entre el virrey y el general San Martín por lo que las hostilidades quedaron detenidas. Durante este lapso de tiempo los realistas concentraron sus tropas y el almirante Cochrane solicitó al gobierno de Chile le enviara mil soldados con los cuales esperaba sostener los territorios ocupados e incluso tomar la ciudad de Arequipa, sin embargo sus pedidos no fueron atendidos. Fracasadas las conversaciones de paz y ahora en desventaja los independentistas optaron por retirarse prudentemente a sus buques embarcándose al norte el 22 de julio para reintegrarse al ejército libertador que al mando de San Martín ocuparía la ciudad de Lima en los días siguientes y proclamaría formalmente la Independencia del Perú.
Posteriormente el gobierno peruano presidido por San Martín condecoró a los oficiales y soldados participantes en la acción de Mirave permitiéndoles llevar bordado en la manga del uniforme un emblema con la inscripción "A los bravos de Mirave", a los oficiales destacados les fue también entregada una medalla y un diploma con la misma inscripción